# 皮羅邆
皮羅邆，為唐朝六詔邆賧詔君主之一，是邆賧詔第三任君主，承襲咩羅皮，在位年期不明。
| 前任： 咩羅皮 | 唐朝六詔邆賧詔君主 | 繼任： 邆羅顛 |